# Bill Hicks
William Melvin "Bill" Hicks (Valdosta, Georgia, Estados Unidos; 16 de diciembre de 1961 - Little Rock, Arkansas; 26 de febrero de 1994) fue un comediante y monologuista de stand-up estadounidense, crítico social y músico nacido en Valdosta, Georgia. Su material, a menudo controvertido y con toques de humor negro, abarcó temas como la cultura pop, la cultura americana, la sexualidad, la religión, la espiritualidad, la política, la filosofía, las teorías de la conspiración, el uso recreativo de las drogas y la sociedad consumista.
A los 16 años de edad comenzó a actuar en el Comedy Workshop en Houston, Texas, cuando aún iba al instituto. Durante los años 80 hizo actuaciones a lo largo de los Estados Unidos e hizo varias apariciones notables en la televisión. Sin embargo fue en Reino Unido donde forjó una mayor base de fanes, llenando grandes locales durante su tour de 1991. También logró cierto reconocimiento como guitarrista y compositor.
Hicks falleció de cáncer de páncreas el 26 de febrero de 1994 en Little Rock, Arkansas, a la edad de 32 años. En años subsecuentes, especialmente tras el lanzamiento de diversos álbumes póstumos, su trabajo ha ganado una mayor aclamación en los círculos creativos, creando un cierto seguimiento de culto considerable. La revista Rolling Stone lo ha calificado en el puesto número trece en su lista de los 50 mejores cómicos de stand-up de todos los tiempos.

## Primeros años
Hicks nació en Valdosta, Georgia, hijo de James Melvin “Jim” Hicks (1923–2006) y Mary Reese Hicks. La familia vivió en Florida, Alabama y Nueva Jersey antes de instalarse definitivamente en Houston, Texas, cuando Bill tenía siete años. A Bill le atrajo la comedia desde edad muy temprana, y solía imitar a Woody Allen y Richard Pryor y escribir textos junto con su amigo Dwight Slade. Empezó a hacer actuaciones de comedia ya en el colegio (principalmente inspiradas en Woody Allen) para sus compañeros de clase. En casa solía escribir material individual que solía pasar a su hermano Steve por debajo de la puerta para que éste hiciera un análisis más crítico, ya que era el único miembro de la familia al que Bill respetaba verdaderamente. Steve le dijo que siguiera con ello, y le aseguró que se le daba muy bien.
Pronto Hicks pasó a parodiar las creencias religiosas de su familia, las cuales pertenecían a la iglesia bautista sureña. Su padre le dijo en una ocasión “Creo que la Biblia es la palabra literal de Dios.”, a lo que Bill respondió “No lo es, papá. Sabes, algunas personas se creen que son Napoleón. Eso está bien. Las creencias son geniales. Cultívalas, pero no las compartas como si fueran la verdad.”
Sin embargo Hicks no rechazaba la ideología espiritual en sí misma, y a lo largo de su vida se interesó por diferentes métodos alternativos para experimentarla. El hermano mayor de su amigo Dwight, Kevin Slade, le introdujo a la Meditación Trascendental y otras formas de espiritualidad. Un fin de semana, durante Acción de Gracias llevó a Hicks y a Dwight a un curso residencial en Galveston. Sus padres, preocupados por su comportamiento rebelde, le hicieron acudir a un psicoanalista a la edad de 17 años. Según Hicks, tras la primera sesión en grupo el terapeuta le apartó del grupo y le dijo “Puedes seguir viniendo a las sesiones de grupo si quieres, pero ellos son los que tienen el problema, no tú.”

## Carrera

### Comienzos
Hicks fue asociado con el grupo de cómicos Texas Outlaw Comics, desarrollado en el Comedy Workshop en Houston en los años 80.

### California y Nueva York
Hacia el año 1986 Hicks consumía drogas y sus recursos financieros habían menguado. Sin embargo, su carrera dio un vuelco en 1987 cuando apareció en el especial Young Comedians Special de Rodney Dangerfield. Ese mismo año se mudó a Nueva York y durante los cinco años siguientes hizo alrededor de 300 shows al año. En su álbum Relentless bromea con que dejó de tomar drogas porque “una vez has sido abducido por un ovni, es difícil equipararlo”. Aun así, en sus shows, continuaba ensalzando las virtudes del LSD, la marihuana y las setas psicodélicas.
Al cabo de un tiempo pasó a fumar “como una chimenea”, un tema que usaría frecuentemente en sus representaciones a partir de ese momento. Su adicción a la nicotina, la pasión por fumar y los intentos ocasionales por dejarlo fueron temas recurrentes en sus actos en los años consecutivos.
En una de sus canciones, “Modern Bummer” de su disco Dangerous publicado en 1990, dice que dejó de consumir alcohol en 1988. 
En 1988 Hicks firmó por primera vez con un mánager profesional, Jack Mondrus, y en 1989 lanzó su primer vídeo, Sane Man. Una versión remasterizada con 30 min extra fue lanzada en 1999.

## Carrera de comediante
Influenciado por Richard Pryor, Johnny Carson, Woody Allen, y gracias a su amistad con Dwight Slade, entró en el circuito de comediantes de Stand-up a una edad muy temprana. En la década de los años 1970 hizo presentaciones en su ciudad natal Houston, Texas y fue muy popular en el Comedy Workshop. En ese club de comediantes conoció a Sam Kinison, con quien entablaría amistad.
Después de graduarse en la escuela secundaria Hicks se mudó a Los Ángeles donde comenzó a presentarse junto a Jay Leno, Jerry Seinfeld y Gary Shandling.
Luego de dos años de frustraciones regresó a Houston. A pesar de esto siguió abocado a la comedia con entusiasmo. Comenzó a viajar sin descanso construyendo una pequeña fila de fieles seguidores.
En 1984, con el apoyo de Jay Leno apareció por primera vez en el show de David Letterman y comenzó a frecuentar salas más prestigiosas. Lentamente fue adquiriendo gran respeto por parte de sus colegas comediantes.
Se trasladó a Nueva York y nuevamente se integró en el mundo del espectáculo tradicional. Si bien asistió a reuniones de Alcohólicos Anónimos, nunca dejó de consumir drogas. En algunos de sus espectáculos solía decir que "algunos momentos son grandiosos con drogas". Esta sinceridad y postura se vieron reflejados claramente en sus espectáculos. 
El tabaco, el alcohol, los opiáceos, y la televisión eran para él herramientas del sistema. Como tales eran utilizadas para disuadirnos a todos de crear un mundo mejor. Siempre trataba con cuestiones como vida, muerte, drogas, sexo y música, y es considerado por sus fanáticos el Nietzsche de la comedia. También fue censurado gravemente por sus detractores, en su mayoría estadounidenses. De esta manera, se ganó su prestigio como comediante en Inglaterra, donde los mensajes críticos con la política y sociedad capitalista y sus reflexiones tenían cabida.
En 1988 fue lanzada su primera cinta en vídeo titulada "Sane Man". La misma fue grabada ante una multitud entusiasta en Austin, Texas. A éste le prosiguió el álbum Dangerous en 1990. Para ese entonces daba entre 250 y 300 shows por año. Le seguiría Ninja Bachelor Party en el año 1991. En el Just For Laughs Festival en Montreal, Hicks fue un éxito de público y crítica.
En 1993 fue reverenciado por la revista Rolling Stone y fue nominado por tercera vez por la American Comedy Awards como "El hombre Stand Up del año".
Comenzó a trabajar en Counts of the Netherworld un concepto de programa de entrevistas, para la televisión británica. También escribió una columna para la revista Scallywag de ese mismo país y el periódico The Nation.
Diversas bandas de rock como Radiohead, Rage Against the Machine y Tool manifestaron su admiración y lo adoptaron como bandera.
Se enteró de que padecía cáncer de páncreas en junio de 1993, no obstante optó por mantenerlo en secreto y seguir con sus proyectos. Ya había grabado los shows Arizona Bay y Rant in E-Minor. Entre sus planes estaba mezclar dichas grabaciones con música. El marco conceptual de la primera de estas era según él su propio "The Dark Side of the Moon" haciendo alusión al famoso disco de Pink Floyd.
Ese año Hicks se sometió a quimioterapia una vez por semana y se mudó a la casa de sus padres.
En octubre grabó una nueva actuación para El Show de David Letterman, que se convirtió en uno de sus momentos más infames. De regreso a su hotel luego de la grabación Hicks manifestó que habían censurado parte de su segmento. Como respuesta escribió una carta de 39 páginas a John Lahr de The New Yorker manifestando su descontento. Lo cierto es que dicha actuación había sido aprobada previamente dos veces por el canal. Fue su última aparición en la televisión. El 6 de enero de 1994 Hicks dio su último show en vivo como comediante en el  Caroline's en New York. Sus últimos días los pasó tranquilamente en la casa de sus padres y su círculo íntimo de amigos, a quienes llamó especialmente para leer a Tolkien.
El 26 de febrero de 1994, a los 32 años de edad, falleció de Cáncer de páncreas en la ciudad de Little Rock, Arkansas.
Hoy en día permanece en las memorias de sus seguidores ocasionalmente mitificado, considerado como una persona que transmitió un mensaje necesario y adelantado a la época en que vivió.